# Andrei Igorewitsch Melnitschenko

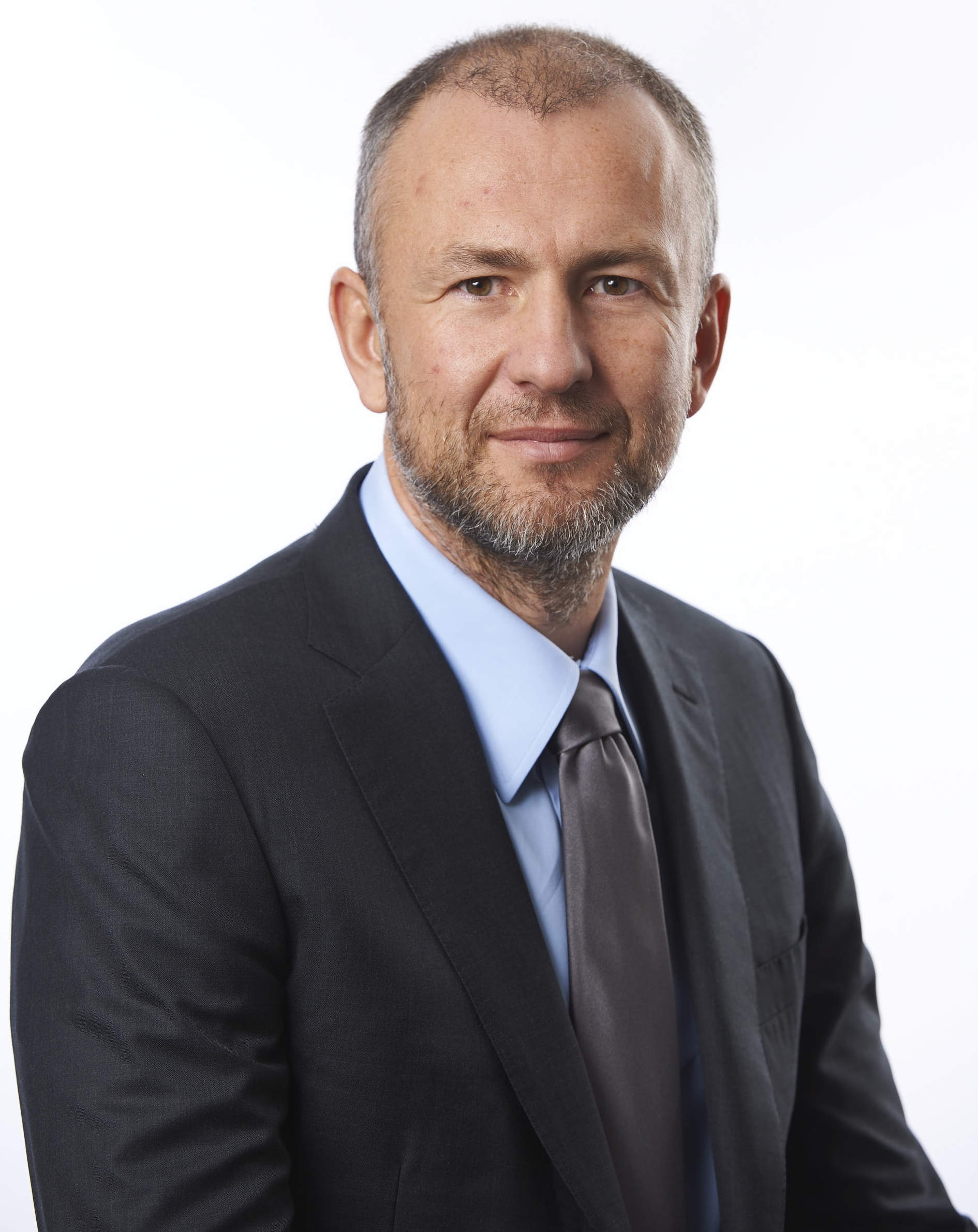
Andrei Melnitschenko, 2017

Andrei Melnitschenko (russisch Андрей Игоревич Мельниченко; * 8. März 1972 in Gomel) ist ein russischer Milliardär. Er ist mehrheitlich am Düngemittelhersteller Eurochem und am Kohle- und Stromkonzern SUEK beteiligt. Seinen Hauptwohnsitz hat er in der Schweiz. Nach Angaben von Forbes vom März 2021 beträgt sein persönliches Vermögen 17,9 Mrd. US-Dollar.

## Leben
Melnitschenko wurde am 8. März 1972 in der Stadt Gomel, Belarus, geboren. Seine Mutter ist Ukrainerin, sein Vater Belarusse. Nach dem Sieg in der russischen Physikolympiade studierte er an der physiko-mathematischen Internatsschule der renommierten Lomonossow-Universität in Moskau. Danach absolvierte er die Russische Plechanow-Wirtschaftsuniversität. Melnitschenko, der zunächst Physik studiert und 1997 ein Studium in «Finanzen und Kredit» in Moskau abgeschlossen hatte, hat früh die neuen großen Geschäftsmöglichkeiten erkannt, die durch Niedergang der Sowjetunion und den nachfolgenden Aufschwung Russlands entstanden sind.
Nach dem Zerfall der Sowjetunion gründete Melnitschenko Wechselstuben und machte später sein erstes Vermögen. Damit verdiente er sich nach eigenen Angaben sein erstes Startkapital in Höhe von 50.000 US-Dollar. Im Jahr 1993 gründete er die MDM-Bank. Während der Russlandkrise im Jahr 1998 brachen viele private Geschäftsbanken zusammen, die MDM-Bank dagegen trat gestärkt aus der schwierigen Zeit hervor. Die Turbulenzen verhalfen MDM auch zu einer sprunghaften Entwicklung, als sie anfing, Anlagen- und Vermögenswerte von Unternehmen zu kaufen, die in Schwierigkeiten geraten waren. Dies leitete eine neue Expansionsphase innerhalb der MDM-Gruppe in die Stahlrohr-, Düngemittel- und Kohleproduktion ein. Im Jahr 2007 verkaufte er seine Bankbeteiligung und baute mit dem Geld ein industrielles Konglomerat.
Wie Bloomberg berichtete, bestand seine Vision damals darin, fragmentierte Vermögenswerte in riskanten und heruntergewirtschafteten Branchen zu konsolidieren und daraus führende internationale Unternehmen in neuen Bereichen aufzubauen. Diese Industrien – Industrieanlagen, Düngemittel und Kohleproduktion – wurden nicht als „strategisch“ für Russland angesehen und unterlagen nicht dem politischen Einfluss, der in anderen Sektoren wie Öl- und Gas, Diamanten- und Goldgewinnung spürbar war.
Im August 2016 ist Melnitschenko Besitzer von Industriebeteiligungen, u. a. von EuroChem und SUEK. Er hält 100 % an Eurochem, dem größten Hersteller von mineralischen Düngern in Russland. SUEK ist einer der größten russischen Kohleförderer und Stromerzeuger. Melnitschenko hält 92,2 % am SUEK.
Nach Angaben von Forbes beschäftigen die Unternehmen von Melnitschenko mehr als 100.000 Mitarbeiter und haben in den letzten 15 Jahren rund 21 Milliarden US-Dollar in die Düngemittel- und Kohleproduktion investiert.
Nach Angaben von Forbes vom März 2021 beträgt sein persönliches Vermögen 17,9 Mrd. US-Dollar; nach der Bloomberg Billionaires nahm er mit einem Vermögen von 19,3 Mrd. US-Dollar auf der Liste der reichsten Russen den 8. Platz ein.
Mit einem geschätzten Vermögen von 14,5 Mrd. Schweizer Franken gehörte Melnitschenko 2020 erstmals zu den 300 Reichsten in der Schweiz und Liechtenstein und nahm dort ebenfalls den 8. Platz ein.

## Sanktionen
Am 9. März 2022 setzte die Europäische Union ihn im Zusammenhang mit dem Überfall Russlands auf die Ukraine 2022 auf die Sanktionsliste. Außerdem wird ihm damit auch die Einreise in die EU verweigert. Die Schweiz folgt eine Woche später. Die italienische Finanzpolizei beschlagnahmte die Segelyacht SY A am 11. März 2022 im Hafen von Triest. Die USA verhängten weder gegen Melnitschenko noch gegen seine Unternehmen Sanktionen.
Am 14. März 2022 sprach er sich als einer der ersten russischen Oligarchen gegen Putins Krieg und gegen den Präsidenten aus. Auch Michail Fridman, Pjotr Awen und Oleg Deripaska hatten schon zum Ende des Krieges aufgerufen.
Melnitschenko hatte am 24. Februar 2022 an einer Kreml-Sitzung teilgenommen, behauptete im Sommer 2022 jedoch, erst in den Nachrichten von der Invasion erfahren zu haben. Er kenne Putin nicht persönlich und beklagte sich über die in seinen Augen willkürlichen Sanktionen, insbesondere derjenigen gegenüber seiner Frau, die als Kroatin auch EU-Bürgerin ist. Weder die EU noch die Schweiz hätte ihm die Möglichkeit einer Anhörung gewährt. Melnitschenko bezeichnete jeden Krieg als Tragödie und befürworte ausnahmslos diplomatische Lösungen.

## Beteiligungen
Unternehmen, an denen Andrei Melnitschenko beteiligt ist oder bis 9. März 2022 war, sind unter anderem:
- Aktiengesellschaft Siberian Coal Energy Company (deutsch: Sibirische Kohle- und Energiegesellschaft)(SUEK JSC, russisch СУЭК), Moskau
- Suek AG, Zug, Schweiz
- SUEK Assets Holding AG, Zug, Schweiz
- SUEK Logistik GmbH, Zug, Schweiz
- EuroChem Group AG (russisch ЕвроХим), Zug, Düngemittelproduktion

## Privates
Melnitschenko ist russischer Staatsbürger und seit 2005 mit der Belgraderin Aleksandra Melnitschenko (geb. Sandra Nikolić) verheiratet, die die kroatische und die serbische Staatsbürgerschaft besitzt. Sie arbeitete unter anderem als Model und war Mitglied der jugoslawischen Popgruppe Models. Das Paar hat zwei Kinder und lebt wegen der europäischen Sanktionen seit 2022 in Dubai.
Melnitschenko bekam 2008 eine 119 Meter lange Megayacht mit dem Namen A ausgeliefert, deren Bau 300 Millionen Dollar gekostet haben soll. Seit 2012 ließ er bei der Rendsburger Nobiskrug GmbH (Ein Unternehmen der Kieler German Naval Yards Holdings) eine Segelyacht mit dem Namen SY A bauen, die mit einer Länge von knapp 143 Metern über alles die größte Segelyacht der Welt ist. Am 5. Februar 2017 verließ die Yacht nach Probefahrten die Werft. Der Wert der Yacht wird auf 530 Millionen Euro geschätzt.
In St. Moritz wurde er jeweils einer Pauschalbesteuerung unterzogen.